# It's a Beautiful Day (canción de Queen)
It's A Beautiful Day (Es un hermoso día) es una canción de la banda de rock inglesa Queen, proveniente de las sesiones del álbum The Game, lanzado en 1980, pero incluida en el disco Made in Heaven en 1995.
Años antes de que Freddie Mercury empezara a grabar material en solitario, creó un clip de sonido de sí mismo en Múnich en 1980 esto fue incluido en la reedición del álbum The Game en el año 2011, las improvisaciones de la canción son pertenecientes a John Deacon. Más tarde, la canción se extendió hasta dos minutos y treinta y dos segundos.
También se editó una versión reprise donde también se incluye material de los álbumes Queen y Queen II
En Japón, It's A Beautiful Day se utilizó en el comercial de televisión de Honda Fit.
- Datos: Q1963080